# ستيوارت ويست
ستيوارت ويست (بالإنجليزية: Stewart West)‏ هو نقابي وسياسي أسترالي، ولد في 31 مارس 1934 في أستراليا. حزبياً، نشط في حزب العمال الأسترالي. في انتخابات كوننغهام الفرعية 1977 ‏، انتخب عضو مجلس النواب الأسترالي عن دائرة كونينغهام ‏ (15 أكتوبر 1977 – 8 فبراير 1993).